# Pyrenäen-Hahnenfuß
Der Pyrenäen-Hahnenfuß (Ranunculus pyrenaeus) ist eine Pflanzenart aus der Gattung Hahnenfuß (Ranunculus).

## Merkmale
Ranunculus pyrenaeus ist eine ausdauernde, krautige Pflanze, die meist Wuchshöhen von 5 bis 15 Zentimeter erreicht. Die Blätter sind ganzrandig. Die Grundblätter sind unzerteilt. Ihre Blattspreite ist linealisch bis lanzettlich, grasartig und kahl. Sie ist bei den Grundblättern 15-80 (-90) Millimeter lang und (0.5-) 1 bis 7 (-9) Millimeter breit. Die Stängelblätter sind nicht stängelumfassend. Die ein- bis dreiblütige Pflanze hat unbehaarte Blütenstiele. Die Blüten haben meist einen Durchmesser von 14 bis 30 Millimeter. Die weißen Blütenblätter sind verkehrt eiförmig oder verkehrt herzförmig und sind meist 10 bis 15 Millimeter lang. Der Blütenboden ist in der Zone der Staubblätter dicht behaart. Der Schnabel der Achänen ist gerade oder gekrümmt.
Die Blütezeit reicht von Mai bis Juli.
Der Pyrenäen-Hahnenfuß kommt diploid und tetraploid vor, seine Chromosomenzahl ist daher 2n= 16 oder 32.

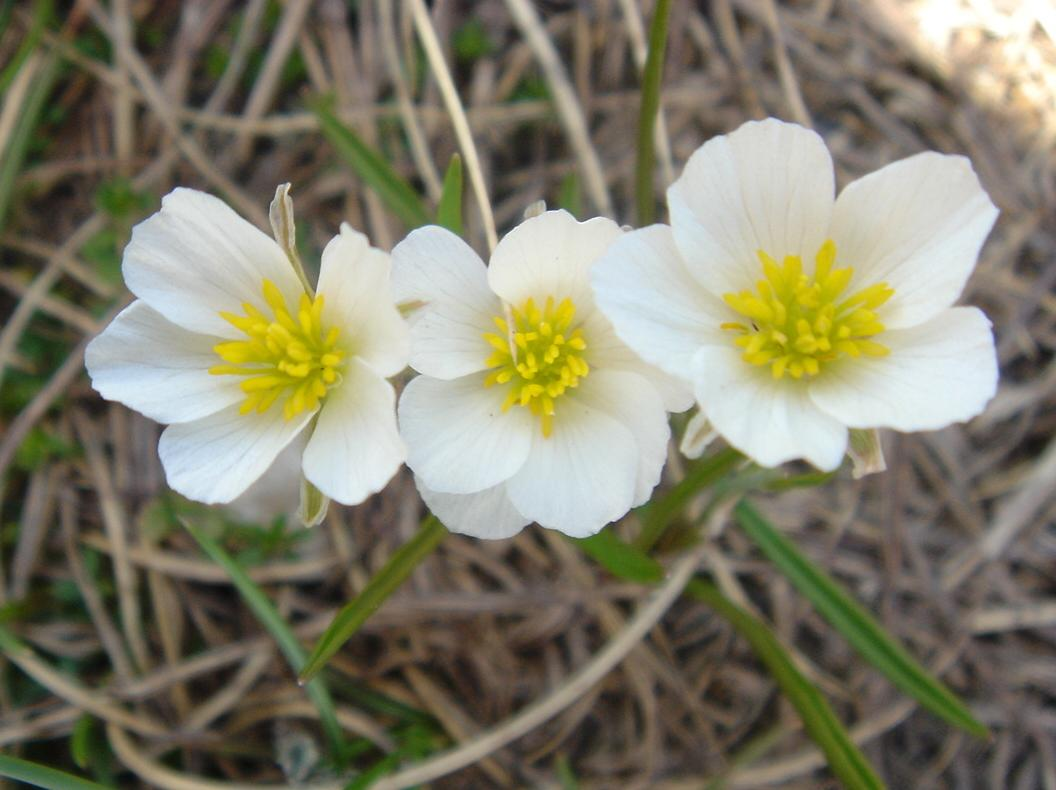
Pyrenäen-Hahnenfuß, Blüten

## Unterarten
Ranunculus pyrenaeus subsp. angustifolius (DC.) Rouy & Fouc. (Syn. Ranunculus angustifolius DC.) ist kleiner, immer einblütig, ist diploid.

## Verwechslungsmöglichkeiten
Der gleichartige Ranunculus kuepferi Greuter & Burdet (Syn. Ranunculus pyrenaeus subsp. plantagineus (All.) Rouy & Fouc.), eine robustere, bis zehnblütige Pflanze mit Wuchshöhe von 5 bis 30 (manchmal 40) Zentimeter, hat breitere Blätter und öfter verzweigte Stängel mit oberwärts behaarten Blütenstielen.

## Vorkommen
Ranunculus pyrenaeus kommt in Frankreich und Spanien, in den Pyrenäen auf feuchten Rasen vor.
Ranunculus kuepferi findet man auf Korsika und in den Alpen auf gleichartigen Standorten. In Spanien gedeiht er in Höhenlagen zwischen 1700 und 3000 Metern Meereshöhe.

## Nutzung
Der Pyrenäen-Hahnenfuß wird selten als Zierpflanze für Steingärten genutzt. Die Art ist mindestens seit 1807 in Kultur.